# زمین‌لرزه ۲۰۰۲ فیلیپین
زمین‌لرزه فیلیپین در تاریخ ۵ مارس ۲۰۰۲ میلادی، برابر با ‎۱۴ اسفند ۱۳۸۰، ساعت ۲۱:۱۶:۰۹ به زمان یوتی‌سی در فیلیپین رخ داد. ژرفای این زلزله ۳۱ کیلومتر بود، و بزرگی آن ۷٫۵ در مقیاس Mw اعلام شده‌است. زمین‌لرزه به وقت محلی در روز چهارشنبه، ساعت ۵ روی داده و منطقه زمانی آن یوتی‌سی +۸ بوده‌است.
سازمان زمین‌شناسی آمریکا نیز رومرکز این زمین‌لرزه را در مختصات ۶°۰۱′۵۹″شمالی ۱۲۴°۱۴′۵۶″شرقی / ۶٫۰۳۳°شمالی ۱۲۴٫۲۴۹°شرقی و ژرفای آن را در ۳۱ کیلومتر گزارش کرده‌است. بزرگی برگزیدهٔ این سازمان از میان بزرگی‌های محاسبه‌شدهٔ مختلف ۷٫۵ در مقیاس Mw بوده و از دید اثر، در میان چهار دسته‌بندی «نامحسوس»، «محسوس»، «زیان‌آور» یا «با تلفات»، زلزله را «با تلفات» اعلام کرده‌است. رانش زمین در آن به وجود آمده‌است. سونامی نیز در این زلزله گزارش شده‌است.
پروژهٔ «تنسور گشتاور مرکزوار» زاویه‌های (راستا، شیب، ریک) گسل سازندهٔ زمین‌لرزه و صفحه عمود بر آن را (°۳۱۴، °۲۵، °۷۰) یا (°۱۵۶، °۶۷، °۹۹) و نوع گسل را«معکوس» فرارسانده‌است.
شمار کشتگان زلزله حدود ۱۵ نفر بوده‌است. تعداد زخمیان ۱۰۰ نفر برآورده شده‌است.